# Charlie Crist
Charles Joseph Crist Jr. [krɪst], född 24 juli 1956 i Altoona, Pennsylvania, är en amerikansk före detta republikansk politiker. 
Han var Floridas guvernör från 2 januari 2007 till 4 januari 2011. Crist var en kandidat i guvernörsvalet i Florida 2022 för Demokratiska partiet.

## Biografi
I fädernet härstammar Crist från grekcyprioter och i mödernet från Nordirland. Han avlade grundexamen vid Florida State University och juristexamen vid Cumberland School of Law i Birmingham, Alabama. Han gifte sig 1979 med Amanda Morrow. Äktenskapet slutade 1980 i skilsmässa. Han gifte om sig 2008 med Carole Rome.
Crist blev känd i delstaten Floridas politik när han utmanade sittande senatorn Bob Graham i 1998 års kongressval. Han fick 37 procent av rösterna mot Grahams 63.
Crist vann 2006 års guvernörsval i Florida med 52 procent av rösterna mot 45 procent för demokraten Jim Davis. I januari 2007 efterträdde han Jeb Bush som guvernör i Florida.
Han började få nationell uppmärksamhet under de kontroversiella omständigheterna kring Floridas primärval inför det amerikanska presidentvalet 2008. Han omnämndes som en av de starkaste kandidaterna till vice-presidentposten under John McCain.
Crists mandatperiod som guvernör slutade i januari 2011. Crist tillkännagav den 12 maj 2009 att han istället avsåg att kandidera till USA:s senat efter att dåvarande partikamraten Mel Martinez (republikan) avgått som senator. Senare bestämde han sig för att kandidera som obunden i valet, men förlorade emot republikanen Marco Rubio.